# 1942年のラジオ (日本)
1942年のラジオ (日本)では、1942年の日本のラジオ番組、その他ラジオ界の動向について記す。

## 主なその他ラジオ関連の出来事
- 1月1日 - 日本放送協会が北見で放送開始。
- 2月21日 - 日本放送協会が室蘭で放送開始。
- 2月25日 - 日本放送協会が大津で放送開始。
- 3月19日 - 日本放送協会が沖縄で放送開始。

## 主な放送番組

### 開始番組

#### 1942年1月放送開始
日本放送協会全国放送
- 12日 - 新しい生活の建設

#### 1942年2月放送開始
日本放送協会全国放送
- 8日 - 国民合唱[1]

#### 1942年4月放送開始
日本放送協会全国放送
- 1日 
  - 陸軍の時間[1]
  - 海軍の時間[1]

#### 1942年6月放送開始
日本放送協会全国放送
- 6日 - 戦時生活相談[2]

#### 1942年8月放送開始
日本放送協会全国放送
- 25日 - 前線銃後を結ぶ[2]

#### 1942年11月放送開始
日本放送協会全国放送
- 1日 - 大東亜に呼ぶ[2]

## 特別番組
日本放送協会全国放送
- 3月15日 - 大東亜戦争新作歌謡集[1]